# Karići (Vareš, BiH)
Karići su naseljeno mjesto u općini Vareš, Federacija Bosne i Hercegovine, BiH.

## Stanovništvo

### 1991.
Nacionalni sastav stanovništva 1991. godine, bio je sljedeći:
ukupno: 11
- Srbi - 11

### 2013.
Prema popisu iz 2013. godine bilo je bez stanovnika.

## Vanjske poveznice
- Satelitska snimka  Arhivirana inačica izvorne stranice od 11. svibnja 2021. (Wayback Machine)